# قائمة التفجيرات خلال حرب العراق
منذ عام 2003 قتلت التفجيرات في العراق آلاف الأشخاص، معظمهم من المدنيين العراقيين. استخدمت التفجيرات الانتحارية كتكتيك في صراعات مسلحة أخرى، لكن تواترها وفتكها في العراق لم يسبق له مثيل.
خلال غزو عام 2003، أسقطت الولايات المتحدة والمملكة المتحدة 29199 قنبلة. المقال لا يسرد هذه، لكنه يركز على عدد أقل من تفجيرات المتمردين خلال مرحلة ما بعد الغزو من الحرب.

## الجناة
تقرير هيومن رايتس ووتش لعام 2005 حلل التمرد في العراق وسلط الضوء على أن «الجماعات التي تتحمل المسؤولية الأكبر عن الانتهاكات، وهي القاعدة في العراق وحلفاؤها، أنصار السنة والدولة الإسلامية في العراق، استهدفت جميعها المدنيين لعمليات الاختطاف والإعدام. تفاخرت المجموعتان الأوليان مرارًا وتكرارًا بشأن التفجيرات الهائلة بالسيارات المفخخة والتفجيرات الانتحارية في المساجد والأسواق ومحطات الحافلات ومناطق مدنية أخرى. مثل هذه الأعمال تعتبر جرائم حرب وفي بعض الحالات قد تشكل جرائم ضد الإنسانية، والتي تُعرَّف على أنها جرائم خطيرة تُرتكب كجزء من هجوم واسع النطاق أو منهجي ضد السكان المدنيين».

## التحليلات
موجز بحثي لعام 2008 لمؤسسة راند حول مكافحة التمرد في العراق: 2003-2006 يصور مخططًا يظهر في يونيو ويوليو 2004، بدأ المتمردون العراقيون في تحويل تركيزهم بعيدًا عن مهاجمة القوات الأمريكية وقوات التحالف بالقنابل على جوانب الطرق وبدلاً من ذلك بدأوا في استهداف القوات العراقية. سكانها انتحاريون وعبوات ناسفة محمولة على سيارات. من خلال زيادة عدد التفجيرات الانتحارية ضد المدنيين وقبول استهدافهم انتقاميًا، سعى المتمردون إلى كشف ضعف جهاز الأمن وإعادة الإعمار التابعين للتحالف العراقي، وتهديد أولئك الذين تعاونوا مع الحكومة، وجمع الأموال والدعاية، وزيادة الحس الطائفي. انتقام. كان لفشل الولايات المتحدة في التكيف مع هذا التحول عواقب وخيمة. بحلول يونيو 2004 مثلت الوفيات الأمريكية أقل من 10% من إجمالي الوفيات في ساحة المعركة ومثلت الوفيات العراقية أكثر من 90% وهو رقم ظل ثابتًا خلال الأشهر الثمانية عشر التالية من الحرب.
خلص تحليل أجراه مشروع إحصاء الجثث في العراق والمؤلفون المشاركون في عام 2011 إلى أن ما لا يقل عن 12284 مدنياً قتلوا في ما لا يقل عن 1003 تفجيرات انتحارية في العراق بين عامي 2003 و2010. تكشف الدراسة أن التفجيرات الانتحارية تقتل 60 ضعفًا من المدنيين مقارنة بالجنود.

## قصف
يسرد هذا المقال جميع التفجيرات الرئيسية في حرب العراق الثانية. للاطلاع على التفجيرات التي حدثت بعد انسحاب القوات الأمريكية انظر قائمة التفجيرات أثناء التمرد العراقي (2011 إلى الوقت الحاضر)

### 2003
- 2003 تفجير السفارة الأردنية في بغداد
- تفجير فندق القناة
- تفجير مسجد الامام علي
- تفجيرات بغداد في 27 أكتوبر 2003
- تفجير الناصرية 2003
- تفجيرات كربلاء 2003

### 2004
- تفجيرات أربيل 2004
- تفجيرات عاشوراء 2004 في العراق
- تفجيرات البصرة في 21 أبريل 2004
- تفجيرات الموصل 2004
- 14 سبتمبر 2004 تفجير بغداد
- 30 سبتمبر 2004 تفجير بغداد
- 2004 تفجيرات كربلاء والنجف
- تفجير بعقوبة 2004
- 2004 قصف الكوفة
- 2004 تفجير قاعدة العمليات الأمامية في ماريز

### 2005
- تفجير الحلة 2005
- تفجير المسيب 2005
- تفجيرات بغداد في 17 أغسطس 2005
- 14 سبتمبر 2005 تفجيرات بغداد
- تفجيرات خانقين 2005
- تفجيرات الأعظمية 2005

### 2006
- 5 يناير 2006 تفجيرات العراق[6]
- 2006 تفجير مسجد العسكري
- 7 أبريل تفجير مسجد براثا
- 1 يوليو / تموز 2006 تفجير مدينة الصدر
- 23 نوفمبر / تشرين الثاني 2006 تفجيرات مدينة الصدر

### 2007
- تفجيرات الجامعة المستنصرية
- 22 كانون الثاني 2007 تفجيرات بغداد
- 3 فبراير 2007 قصف سوق بغداد
- تفجيرات بغداد في 12 فبراير 2007
- 18 فبراير 2007 تفجيرات بغداد
- تفجيرات الحلة 2007
- 2007 تفجيرات ومجزرة تلعفر
- تفجيرات بغداد في 29 مارس 2007
- تفجير البرلمان العراقي 2007
- تفجيرات كربلاء 2007
- 18 أبريل 2007 تفجيرات بغداد
- تفجير مخمور 2007
- 2007 تفجير مسجد العسكري
- تفجير أميرلي 2007
- تفجيرات كركوك 2007
- 26 تموز 2007 تفجير سوق بغداد
- تفجيرات بغداد 1 أغسطس 2007
- تفجيرات المجتمعات اليزيدية 2007
- تفجيرات العمارة عام 2007[7]

### 2008
- تفجيرات بغداد 1 فبراير 2008
- تفجير بلد 2008
- 6 مارس 2008 تفجير بغداد
- تفجير كربلاء 2008
- 17 يونيو 2008 تفجير بغداد
- تفجيرات بعقوبة 2008
- تفجير الدجيل 2008
- تفجير مطعم عبد الله[8]

### 2009
- 2009 تفجير مركز التجنيد في شرطة بغداد
- تفجيرات بغداد 2009
- 23 أبريل 2009 الهجمات الانتحارية العراقية
- تفجير تازة 2009
- قصف بغداد في يونيو 2009
- تفجير كركوك 2009
- تفجير تلعفر 2009
- أغسطس 2009 تفجيرات بغداد
- أكتوبر 2009 تفجيرات بغداد
- تفجيرات بغداد 2009
- تفجيرات طوز خورماتو 2009

### 2010
- 25 يناير 2010 تفجيرات بغداد
- تفجير بغداد 1 فبراير 2010[9]
- تفجيرات بعقوبة 2010
- تفجيرات بغداد في أبريل 2010
- 10 مايو 2010 هجمات العراق
- يوليو 2010 هجمات بغداد
- 17 أغسطس 2010 تفجيرات بغداد
- 25 أغسطس 2010 تفجيرات العراق
- تفجيرات بغداد 19 سبتمبر 2010
- 2010 مجزرة كنيسة بغداد
- 2 نوفمبر 2010 تفجيرات بغداد

### 2011
- كانون الثاني 2011 إطلاق نار في بغداد
- يناير 2011 الهجمات الانتحارية في العراق
- 24 يناير 2011 تفجيرات العراق
- 27 يناير 2011 تفجير بغداد
- 2011 اعتداء تكريت
- تفجير الحلة 2011
- تفجير سامراء 2011
- تفجير الديوانية 2011
- تفجيرات التاجي 2011
- 15 أغسطس 2011 هجمات العراق
- 28 أغسطس 2011 تفجير بغداد
- تفجير كربلاء 2011
- أكتوبر 2011 تفجيرات بغداد
- تفجيرات البصرة 2011

## روابط خارجية
- قائمة ببعض الهجمات 2003-2005
- بغداد: رسم خرائط العنف (بي بي سي)
- مشروع إحصاء الجثث في العراق